# Orocomay
Orocomay (siglo XVI) fue la cacique de una comunidad en la actual zona centro-este de Venezuela, cerca del río Unare. Comandó un palenque de 5000 indígenas.
Los cronistas Gonzalo Fernández de Oviedo, fray Pedro de Aguado y Juan de Castellanos la describieron en sus crónicas:
El cronista Gonzalo Fernández de Oviedo escribió la Historia general y natural de las Indias, según la cual, hacia 1536, Jerónimo Dortal, gobernador de la provincia de Paria, promovió una expedición en busca de El Dorado en la que se encontraron con la cacique Orocomay. En un pasaje de Fernández de Oviedo se expresa el poder de Orocomay:

En aquellas provincias hallaron los cristianos en muchas partes, pueblos donde las mujeres eran reinas o cacicas e señoras absolutas, e mandan y gobiernan, e no sus maridos, aunque los tengan: y en especial una llamada Orocomay, que la obedescían más de treinta leguas en torno de su pueblo, la cual fue muy amiga de los cristianos. E no se servía sino de mujeres, y en su pueblo y conversación no había hombres, salvo los que ella enviaba a llamar para les mandar alguna cosa, o los enviar a la guerra. La tierra y estado desta reina, e todo lo que por allí es en sus confines, es tierra fértil e sana, e de muy buenas aguas e de mucho maíz e yuca e otros mantenimientos, de gentiles aires e templada región.

Por su parte, Juan de Castellanos en sus Elegías de varones ilustres de Indias (1589) exaltó la belleza de esta mujer y su supuesta apertura sexual. Según autoras como Remedios Mataix, estas retóricas ahondaron en la fantasía colonial de las amazonas:

Orocomay es «hermosa, varonil, cabal, en todas proporciones elegante, y para guerra y paz mujer bastante», es «Señora de grandísimo talento, y á cualquier español aficionada», pues «en general es este mujeriego de bien compuestos miembros y lozanos, ninguna cosa duras al entrego: que suelen recibir lascivas manos derretidas en amoroso fuego, grandes aficionadas a cristianos».